# غادفا (أنغلزي)
غادفا (بالإنجليزية: Gadfa)‏ هي منطقة سكنية تقع في ويلز في أنغلزي.